# Waldoboro (hrabstwo Lincoln)
Waldoboro – jednostka osadnicza w Stanach Zjednoczonych, w stanie Maine, w hrabstwie Lincoln.